# Glory Days (álbum)
Glory Days é o quarto álbum de estúdio do girlgroup britânico Little Mix, lançado em 18 de novembro de 2016 através das gravadoras Syco Music e Columbia Records. O primeiro single do álbum, Shout Out to My Ex, vencedor do prêmio Brit Awards de "Melhor Música Britânica", foi lançado em 16 de outubro de 2016. O álbum recebeu críticas positivas; o mesmo, vendeu mais de 135 mil cópias mundialmente na primeira semana e estreou em #1 na UK Albums Chart. O álbum permaneceu por cinco semanas no topo fazendo de Little Mix o único grupo feminino a ter conseguido a ter mais semanas no número um com seu álbum de estúdio nas paradas neste milênio além de ter conseguido colocar três singles no top 10 do Official Charts junto de Power alcançando o número 8. O album foi relançado em uma versão platina, com a inclusão dos singles "Touch" com a participação do rapper Kid Ink, "No More Sad Songs" com Machine Gun Kelly, "Power" com Stormzy e o remix da canção "Reggaetón Lento" com o grupo latino CNCO; além de três novas músicas "If I Get My Way", "Dear Lover" e "Is Your Love Enough?". No álbum também foi incluso um documentário do grupo, intitulado The Glory Days Documentary, os video clipes dos singles da era e vídeos dos shows da The Glory Days Tour.

## Singles
"Shout Out to My Ex" foi lançada em 16 de outubro de 2016 como o primeiro single do álbum. A canção foi lançada no mesmo dia em que foi apresentada na 13.ª temporada do The X Factor britânico. A canção estreou no número um da UK Singles Chart. A canção permaneceu em primeiro lugar no chart por três semanas consecutivas após cair para a segunda posição na sua quarta semana. A mesma ganhou um Brit Awards em 2017, como melhor single britânico. Em 4 de dezembro de 2016 o grupo anunciou Touch como o segundo single do álbum. A canção entrou no top 10 do Reino Unido (4), Irlanda (5) e Escócia (3), além de entrar no top cem de mais dez países. O single recebeu dois discos de platina, um no Reino Unido e na Austrália e três discos de ouro, na Bélgica, Nova Zelândia e na Holanda.
Em 1 de março de 2017, Little Mix anunciou através das redes sociais que "No More Sad Songs" seria o terceiro single do álbum e que a mesma seria lançada no dia 3 de março de 2017. Originalmente uma faixa solo, a canção foi lançada numa nova versão com a parceria do rapper norte-americano Machine Gun Kelly.
Em 19 de maio de 2017, Little Mix anunciou através de seu Twitter oficial, que "Power" seria o quarto single do álbum, e seu lançamento ocorreria no dia 26 de maio, uma semana após o anúncio. Duas horas após o anúncio o grupo revelou que a o rapper inglês Stormzy estaria presente na faixa.
Em 17 de novembro de 2017, o grupo confirmou uma colaboração com o grupo latino CNCO, eles lançariam uma versão remix da canção Reggaetón Lento (Bailemos) no dia seguinte. A canção serviu como primeiro single do relançamento da versão platina do álbum.

### Singles promocionais
"You Gotta Not" foi lançada como primeiro single promocional do álbum em 27 de outubro de 2016, a canção debutou na posição de número sessenta e um no UK Singles Charts. No dia 4 de novembro o segundo single promocional foi lançado, "F.U.", debutando na posição de número oitenta e dois na UK Singles Charts; o último single promocional do álbum, "Nothing Else Matters", foi lançado em 11 de novembro de 2016.
Três dias antes do lançamento do álbum o grupo lançou mais 3 músicas, "Touch", "Nobody Like You"  e "Down & Dirty".

## Recepção da crítica
| Críticas profissionais | Críticas profissionais |
| Avaliações da crítica  | Avaliações da crítica  |
| Fonte                  | Avaliação              |
| ---------------------- | ---------------------- |
| AllMusic               | [ 35 ]                 |
| The Guardian           | [ 36 ]                 |
| Digital Spy            | [ 37 ]                 |
| The Times              | [ 38 ]                 |
| Evening Standard       | [ 39 ]                 |
| NewsComAu              | [ 40 ]                 |

O jornal The Guardian chamou-o de "perfeição do pop", dando ao álbum quatro de cinco estrelas. Em outra crítica positiva, o website, Digital Spy escreveu "Little Mix lançaram juntas o seu álbum mais pessoal, sem sacrificar grandes ganchos, um objetivo final, sensibilidade pop e muita atitude atrevida." O artigo continua dizendo "Glory Days soa quatro jovens se juntarem com um vínculo muito real, tornando sua mensagem ainda mais credível."
O site "The Evening Standard" elogiou Little Mix por sobreviver com seu quarto álbum de estúdio, escrevendo "Glory Days basicamente adere à sua fórmula vencedora", e adiciona, "o quarteto tem esculpido um nicho pop para si." O Digital Spy considerou o Glory Days como o 12° melhor álbum do ano de 2016. De acordo com Will Hodgkinson do The Times, "Little Mix colocou o pop no seu devido lugar, a rua principal"; ainda dizendo que o grupo, com seu quarto álbum, alcançava algo próximo a autenticidade. Cameron Adams, do australiano, NewsComAu, definiu o álbum em uma palavra como "moderno", acreditando que "a rápida mudança significa que elas estão envolvidas em menos escrita - o que leva à falta de personalidade geral -, mas está claro que estão buscando se manter nas rádios e vender ingressos para as turnês".

## Performance comercial
Uma campanha, para promover o álbum foi organizada para fãs no Reino Unido, Austrália, Estados Unidos, França, Holanda, Chile, Brasil, Argentina, Bélgica, Alemanha, Noruega, Finlândia e Cingapura, chamada Glory Days Road Trip. Glory Days, tornou-se o primeiro álbum britânico número um de Little Mix vendendo 90.000 cópias em sua primeira semana no Reino Unido, tornando-se o álbum mais vendido desde Blackstar de David Bowie, lançado mais de 10 meses antes. Este recorde foi quebrado mais tarde pelos Rolling Stones duas semanas após o lançamento dos álbuns. Glory Days bateu o recorde de Survivor álbum de Destiny's Child, por passar mais de quatro semanas, não consecutivas, em primeiro lugar da UK Albums Chart. O álbum alcançou o número um na Irlanda, passou quatro semanas em primeiro lugar, e estreou no número dois na Austrália, e no top dez dos Países Baixos, Nova Zelândia e Espanha.

## Promoção

### Turnê
A parte britânica da excursão da The Glory Days Tour foi anunciada para o dia 14 de outubro de 2016, começará em 27 outubro 2017. A etapa europeia será realizada em maio e junho de 2017. O percurso da Oceania será em julho de 2017, anunciado em dezembro de 2016. Little mix anunciou, em 17 de janeiro de 2017, a Summer Shout Out, turnê que ocorreria no verão britânico, passando por Reino Unido e Escócia; esta antecedendo a turnê principal, The Glory Days Tour.
A turnê faturou $43,000,000 após as vendas de mais de 800,000 ingressos, tornando-se a quinta turnê mais lucrativa de um grupo feminino da história. A turnê já é a segunda a entrar no top 10 das turnês mais lucrativas de grupos femininos de todos os tempos, a primeira foi a The Get Weird Tour em oitavo lugar.

## Alinhamento de faixas
O álbum contém três versões, sendo uma edição padrão, uma edição deluxe e versão CD+DVD, este último com material filmado na passagem da The Get Weird Tour na Arena Wembley, em Londres, em 22 de abril de 2016. O conteúdo do DVD bônus foi revelado em 14 de outubro, quando foi iniciada a pré-venda do disco na Apple Music. O alinhamento de faixas foi confirmado oficialmente em 23 de outubro, quando o Little Mix divulgou as imagens de contracapa do disco nas redes sociais.
| Edição padrão  |                                           | |                                             |         |  |
| N.º            | Título                                    | Compositor(es) | Produtor(es)                                | Duração |  |
| 1.             | "Shout Out to My Ex"                      | Edvard Førre Erfjord Henrik Michelsen Camille Purcell Iain James Perrie Edwards Jesy Nelson Leigh-Anne Pinnock Jade Thirlwall | Electric Maegan Cottone                     | 4:06    |  |
| 2.             | "Touch"                                   | Pinnock Hanni Ibrahim Patrick Patrikios A.D. Govere Phil Plested Ariana Grande                                                | MNEK Cottone                                | 3:33    |  |
| 3.             | "F.U."                                    | Pinnock Samuel Gerongco Robert Gerongco Cottone Jean-Baptiste Michael McHenry Alessia Rita Iorio                              | Cottone                                     | 3:59    |  |
| 4.             | "Oops" (com participação de Charlie Puth) | Charlie Puth Pinnock Michael Caren Jacob Luttrell                                                                             | Puth Cottone                                | 3:25    |  |
| 5.             | "You Gotta Not"                           | Ross Golan Johan Carlsson Alexander Kronlund Meghan Trainor                                                                   | Carlsson Noah Passovoy                      | 3:11    |  |
| 6.             | "Down & Dirty"                            | Edwards Nelson Pinnock Thirlwall Cottone Fridolin Walcher Sam Romans                                                          | Cottone Freedo                              | 2:55    |  |
| 7.             | "Power"                                   | Dani Omelio Camille Purcell Janmes Abrahart Pinnock                                                                           | Omelio Matt Rad Steve James Cottone         | 4:07    |  |
| 8.             | "Your Love"                               | Camille Purcell Jeremy Coleman James Abrahart Pinnock                                                                         | JMIKE Cottone                               | 3:27    |  |
| 9.             | "Nobody Like You"                         | Steve Robson Emily Warren Pinnock                                                                                             | Robson Tommy Baxter Adam Midgley Joe Kearns | 4:08    |  |
| 10.            | "No More Sad Songs"                       | Emily Warren Edvard Førre Erfjord Henrik Michelsen Pinnock Tash Phillips                                                      | Electric Joe Kearns                         | 3:26    |  |
| 11.            | "Private Show"                            | Edwards Nelson Pinnock Thirlwall Fridolin Walcher Sam Romans Maegan Cottone                                                   | Freedo Kearns                               | 2:41    |  |
| 12.            | "Nothing Else Matters"                    | Peter Wallevik Daniel Davidsen Mich Hansen Pinnock Camille Purcell Wayne Hector                                               | Wallevik Davidsen Cutfather Freedo Kearns   | 3:55    |  |
| Duração total: | Duração total:                            | Duração total: | Duração total:                              | 42:51   |  |

| Faixas bônus da edição deluxe |                    |                                                                         |                           |         |  |
| N.º                           | Título             | Compositor(es)                                                          | Produtor(es)              | Duração |  |
| 13.                           | "Beep Beep"        | Camille Purcell Edvard Førre Erfjord Pinnock Henrik Michelsen Ian Janes | Electric Kearns           | 3:52    |  |
| 14.                           | "Freak"            | Dan Barlett Nelson Pinnock Jake Roache Nick Atkinson                    | Bartlett Atkinson Cottone | 3:36    |  |
| 15.                           | "Touch" (acústico) | Hanni Ibrahim Patrick Patrikios Pinnock A.D. Govere Phil Plested        | - Cottone                 | 3:43    |  |
| Duração total:                | Duração total:     | Duração total:                                                          | Duração total:            | 54:02   |  |

| DVD bônus: The Get Weird Tour Live from Wembley Arena |                    |         |  |
| N.º                                                   | Título             | Duração |  |
| 1.                                                    | "Grown"            | 3:59    |  |
| 2.                                                    | "Hair"             | 5:47    |  |
| 3.                                                    | "Wings"            | 7:57    |  |
| 4.                                                    | "Lightning"        | 5:51    |  |
| 5.                                                    | "DNA"              | 6:13    |  |
| 6.                                                    | "Secret Love Song" | 4:30    |  |
| 7.                                                    | "OMG"              | 5:36    |  |
| 8.                                                    | "Salute"           | 7:31    |  |
| 9.                                                    | "Little Me"        | 4:05    |  |
| 10.                                                   | "Move"             | 5:30    |  |
| 11.                                                   | "How Ya Doin'?"    | 4:12    |  |
| 12.                                                   | "Love Me Like You" | 4:55    |  |
| 13.                                                   | "Weird People"     | 4:25    |  |
| 14.                                                   | "The Beginning"    | 3:25    |  |
| 15.                                                   | "Black Magic"      | 3:53    |  |
| Duração total:                                        | Duração total:     | 77:49   |  |

| Platinum Edition |                                                             | |                                                                     |         |  |
| N.º              | Título                                                      | Compositor(es) | Produtor(es)                                                        | Duração |  |
| 1.               | "Shout Out to My Ex"                                        | Edvard Førre Erfjord Henrik Michelsen Camille Purcell Iain James Perrie Edwards Jesy Nelson Leigh-Anne Pinnock Jade Thirlwall | Electric Maegan Cottone                                             | 4:06    |  |
| 2.               | "Touch" (com participação de Kid Ink)                       | Pinnock Hanni Ibrahim Patrick Patrikios A.D. Govere Phil Plested                                                              | MNEK Cottone                                                        | 3:33    |  |
| 3.               | "Reggaetón Lento" (com CNCO)                                | Luis Angel O'Neill Eric Perez Jadan Andino Classe Jorge Jean Rodríguez Richard Camacho Purcell                                | Matt Rad Classe Jorge Eric Perez Luis Angel O'Neill Clara Taroncher | 3:08    |  |
| 4.               | "F.U."                                                      | Pinnock Samuel Gerongco Robert Gerongco Cottone Jean-Baptiste Michael McHenry Alessia Rita Iorio                              | Cottone                                                             | 3:59    |  |
| 5.               | "Power" (com participação de Stormzy)                       | Dani Omelio Camille Purcell Janmes Abrahart Pinnock Michael Omari                                                             | Robopop Matt Rad Steve James Cottone                                | 4:02    |  |
| 6.               | "No More Sad Songs" (com participação de Machine Gun Kelly) | Emily Warren Edvard Førre Erfjord Henrik Michelsen Pinnock Tash Phillips Colson Baker                                         | Electric Joe Kearns                                                 | 3:45    |  |
| 7.               | "Oops" (com participação de Charlie Puth)                   | Charlie Puth Pinnock Michael Caren Jacob Luttrell                                                                             | Puth Cottone                                                        | 3:25    |  |
| 8.               | "You Gotta Not"                                             | Ross Golan Johan Carlsson Alexander Kronlund Meghan Trainor                                                                   | Carlsson Noah Passovoy                                              | 3:11    |  |
| 9.               | "Down & Dirty"                                              | Edwards Nelson Pinnock Thirlwall Cottone Fridolin Walcher Sam Romans                                                          | Cottone Freedo                                                      | 2:55    |  |
| 10.              | "Your Love"                                                 | Camille Purcell Jeremy Coleman James Abrahart Pinnock                                                                         | JMIKE Cottone                                                       | 3:27    |  |
| 11.              | "Nobody Like You"                                           | Steve Robson Emily Warren Pinnock                                                                                             | Robson Tommy Baxter Adam Midgley Joe Kearns                         | 4:08    |  |
| 12.              | "Private Show"                                              | Edwards Nelson Pinnock Thirlwall Fridolin Walcher Sam Romans Maegan Cottone                                                   | Freedo Kearns                                                       | 2:41    |  |
| 13.              | "Nothing Else Matters"                                      | Peter Wallevik Daniel Davidsen Mich Hansen Pinnock Camille Purcell Wayne Hector                                               | Wallevik Davidsen Cutfather Freedo Kearns                           | 3:55    |  |
| 14.              | "If I Get My Way"                                           | Ben Kohn Tom Barnes Pete Kelleher Sam Romans Rachel Keen                                                                      | TMS Kearns                                                          | 3:41    |  |
| 15.              | "Is Your Love Enough?"                                      | Michelsen Erfjord Romans Fred Gibson Eyelar Mirzazedeh                                                                        | Electric Max Anstruther Kearns Gibson                               | 3:45    |  |
| 16.              | "Dear Love"                                                 | Ali Tamposi Matthew Burns Chloe Angelides Andrew Wotman                                                                       | Burns Kearns                                                        | 3:21    |  |

| "Platinum Edition" versão digital |                                              | |                                     |         |  |
| N.º                               | Título                                       | Compositor(es) | Produtor(es)                        | Duração |  |
| 17.                               | "Touch"                                      | Hanni Ibrahim Patrick Patrikios A.S. Govere Phil Plested                                                                      | MNEK Cottone                        | 3:33    |  |
| 18.                               | "Power"                                      | Dani Omelio Camille Purcell Janmes Abrahart Pinnock                                                                           | Omelio Matt Rad Steve James Cottone | 4:07    |  |
| 19.                               | "No More Sad Songs"                          | Emily Warren Edvard Førre Erfjord Henrik Michelsen Pinnock Tash Phillips                                                      | Electric Joe Kearns                 | 3:26    |  |
| 20.                               | "Beep Beep"                                  | Camille Purcell Edvard Førre Erfjord Pinnock Henrik Michelsen Ian Janes                                                       | Electric Kearns                     | 3:52    |  |
| 21.                               | "Freak"                                      | Dan Barlett Nelson Pinnock Jake Roache Nick Atkinson                                                                          | Bartlett Atkinson Cottone           | 3:36    |  |
| 22.                               | "Touch" (acústico)                           | Hanni Ibrahim Patrick Patrikios Pinnock A.D. Govere Phil Plested                                                              | - Cottone                           | 3:43    |  |
| 23.                               | "Shout Out to My Ex" (Steve Smart Epic Edit) | Edvard Førre Erfjord Henrik Michelsen Camille Purcell Iain James Perrie Edwards Jesy Nelson Leigh-Anne Pinnock Jade Thirlwall | - Steve Smart                       | 3:21    |  |
| 24.                               | "Shout Out to My Ex" (Acústico)              | Edvard Førre Erfjord Henrik Michelsen Camille Purcell Iain James Perrie Edwards Jesy Nelson Leigh-Anne Pinnock Jade Thirlwall |                                     | 4:06    |  |
| 25.                               | "No More Sad Songs" (Acústico)               | Warren Erfjord Michelsen Tash Phillips                                                                                        |                                     | 3:13    |  |

## Produção
Adaptado de AllMusic.
- Nils Petter Ankarblom – sirenes, arranjos de sirenes
- Simon Baggs – violino
- Paul Bailey – Engenheiro assistente
- Tommy Baxter – Produção adicional
- Cory Bice – Engenheiro assistente
- Chris Bishop – Engenheiro, engenheiro vocal
- Ian Burdge – violoncelo
- Mattias Bylund – Edição, buzina, mistura
- Johan Carlsson –  Programação de guitarra, programação de piano, produção, programação, programação de sintetizadores, produtor vocal, vocais
- Jeremy Coleman –  Instrumentação, programação
- Nick Cooper – violoncelo
- Maegan Cottone – Arranjador, engenheiro, produtor vocal
- Tom Coyne – Masterização
- Cutfather – produtor
- Daniel Davidsen – Programação de baixo, programação de bateria, programação de guitarra, instrumental, produtor, programação
- Alison Dods – violino
- Electric – Engenheiro, produtor
- Uzoechi Emenike – bateria, teclados
- Edvard Førre Erfjord –  Instrumentação, programação
- Freedo – Produção adicional, engenheiro, instrumentação, mixagem, produtor, programação
- Alice Frost – direção da arte
- Richard George – violino
- Robert Gerongco –  bateria, teclados e piano
- Sam Gerongco – baixo,  violão
- Serban Ghenea – mixagem
- Susie Gillis – Contratante de cordas, contratante de cordas
- Ross Golan –  vocais
- Wojtek Goral – Saxofone alto
- Isobel Griffiths – Condutor de cordas, contratante de cordas
- John Hanes – Engenheiro de mixagem
- Mich Hansen –  percussão
- Wayne Hector –  Vocais de fundo
- Sam Holland – Engenheiro
- Ash Howes – mixagem
- Mark Hunter – fotografia
- Jeremy Isaac – violino
- J-Mike – produtor
- Steve James – produtor
- Magnus Johansson – trombeta
- Peter Noos Johansson – trombone
- Joe Kearns – Engenheiro, engenheiro vocal, produtor vocal
- Kuya – produtor
- Jeremy Lertola – Engenheiro  assistente
- Little Mix – artista primário
- Manny Marroquin – mixagem
- Roma Martyniuk – direção de arte
- Cliff Masterson – Condutor, arranjos de cordas
- Laura Melhuish – violino
- Randy Merrill – Masterização
- Henrik Michelsen –  Instrumentação, programação
- Adam Midgley – Produção adicional, baixo, programação de bateria, teclados, produção
- Sam Miller – Engenheiro
- MNEK – Engenheiro, produtor
- Steve Morris – Cordas, violino
- Dano Omelio –  Engenheiro, instrumentação, produtor, programação
- Noah Passovoy – produtor vocal
- Tash Phillips –  Vocais de fundo
- Tom Pigott-Smith – cordas, violino
- Camille Purcell –  vocais, vocais de fundo
- Charlie Puth –  Engenheiro, artista em destaque, instrumentação, produtor, programação
- Matt Rad – produtor
- Alex Reid – engenheiro vocal
- Steve Robson –  piano, produção
- Shane Shanahan – Engenheiro
- Emlyn Singleton – cordas, violino
- Phil Tan – mixagem
- Meghan Trainor – vocals de fundo
- Peter Wallevik –  Programação de bateria, instrumental, programação de piano, programador, programação
- Matthew Ward – violino
- Emily Warren – vocals de fundo
- Paul Willey – violino
- Bill Zimmerman – assistente, assistente de mixagem

## Charts
| Chart (2016)                          | Melhor posição |
| ------------------------------------- | -------------- |
| Austrália (ARIA)                      | 2              |
| Bélgica (Ultratop Flandres)           | 11             |
| Bélgica (Ultratop Valônia)            | 67             |
| Canadá (Billboard)                    | 21             |
| Dinamarca (Hitlisten)                 | 37             |
| Países Baixos (Dutch Charts)          | 9              |
| Finlândia (Suomen virallinen lista)   | 26             |
| França (SNEP)                         | 50             |
| Alemanha (Offizielle Deutsche Charts) | 27             |
| Irlanda (IRMA)                        | 1              |
| Itália (FIMI)                         | 13             |
| Japão International Albums (Oricon)   | 10             |
| Nova Zelândia (RMNZ)                  | 9              |
| Noruega (VG-lista)                    | 13             |
| Escócia (Official Scottish Albums)    | 1              |
| Suécia (Sverigetopplistan)            | 23             |
| Suíça (Schweizer Hitparade)           | 22             |
| Reino Unido (Official Albums Chart)   | 1              |
| Taiwan (Five Music)                   | 6              |
| Estados Unidos (Billboard 200)        | 25             |

| Chart (2016)                       | Posição |
| ---------------------------------- | ------- |
| Austrália (ARIA Charts)            | 59      |
| Bélgica - Ultratop (Flandres)      | 158     |
| Reino Unido (UK Albums Chart)      | 7       |
| Chart (2017)                       | Posição |
| Austrália Álbuns (ARIA)            | 43      |
| Bélgica Álbuns (Ultratop Flanders) | 86      |
| Nova Zelândia Álbuns (RMNZ)        | 34      |
| Países Baixos Álbuns (MegaCharts)  | 84      |
| Reino Unido Álbuns (OCC)           | 4       |
| Chart (2018)                       | Posição |
| Bélgica Álbuns (Ultratop Flanders) | 140     |
| Irlanda - Albums (IRMA)            | 26      |
| Reino Unido Álbuns (OCC)           | 30      |

## Certificações
| Austrália   | ARIA              | Ouro | 35,000^ | | | | | | |
| Canadá      | Music Canada      | Ouro | 40,000^ | | | | | | |
| Brasil      | PMB               | Platina | 40,000‡ | | | | | | |
| Dinamarca   | IFPI da Dinamarca | Ouro | 10,000^ | | | | | | |
| Irlanda     | IRMA              | 2× Platina | 45,000^ | | | | | | |
| Reino Unido | BPI               | 4× Platina | 1,000,000‡ | | | | | | |
| Suíça       | IFPI Schweiz      | Ouro | 15,000^ | | | | | | |
| Mundo :     | 8,500,000         | * Número de vendas definido com base apenas no nível de certificação. ^ Número de embarques definido com base apenas no nível de certificação. ‡vendas+streaming definido com base apenas no nível de certificação | * Número de vendas definido com base apenas no nível de certificação. ^ Número de embarques definido com base apenas no nível de certificação. ‡vendas+streaming definido com base apenas no nível de certificação | * Número de vendas definido com base apenas no nível de certificação. ^ Número de embarques definido com base apenas no nível de certificação. ‡vendas+streaming definido com base apenas no nível de certificação | * Número de vendas definido com base apenas no nível de certificação. ^ Número de embarques definido com base apenas no nível de certificação. ‡vendas+streaming definido com base apenas no nível de certificação | * Número de vendas definido com base apenas no nível de certificação. ^ Número de embarques definido com base apenas no nível de certificação. ‡vendas+streaming definido com base apenas no nível de certificação | * Número de vendas definido com base apenas no nível de certificação. ^ Número de embarques definido com base apenas no nível de certificação. ‡vendas+streaming definido com base apenas no nível de certificação | * Número de vendas definido com base apenas no nível de certificação. ^ Número de embarques definido com base apenas no nível de certificação. ‡vendas+streaming definido com base apenas no nível de certificação | * Número de vendas definido com base apenas no nível de certificação. ^ Número de embarques definido com base apenas no nível de certificação. ‡vendas+streaming definido com base apenas no nível de certificação |

## Histórico de lançamento
| País           | Data                   | Formato               | Edição            | Gravadora        | Ref.   |
| -------------- | ---------------------- | --------------------- | ----------------- | ---------------- | ------ |
| Estados Unidos | 18 de novembro de 2016 | CD, download digital  | Standart • Deluxe | Columbia Records | [ 96 ] |
| Reino Unido    | 18 de novembro de 2016 | CD, download digital  | Standart • Deluxe | Syco Music       | [ 97 ] |
| Reino Unido    | 24 de novembro de 2017 | CD • Digital download | Platinum          | Syco Music       | [ 98 ] |